# Ряд Гаусса
Ряд Гаусса — широко применяемое выражение для скалярного магнитного потенциала магнитного поля Земли. Записанное в геоцентрических сферических координатах {\displaystyle r}, {\displaystyle \theta }, {\displaystyle \lambda }, оно используется в качестве международного эталона нормального геомагнитного поля:
{\displaystyle V(r,\theta ,\lambda ,t)=\sum _{n=1}^{N}\left({\frac {R}{r}}\right)^{n+1}\sum _{m=0}^{n}\left(g_{n}^{m}(t)\cos m\lambda +h_{n}^{m}(t)\sin m\lambda \right)P_{n}^{m}(\cos \theta )}
где:
- {\displaystyle r} — расстояние от центра Земли,
- {\displaystyle \theta } — дополнение географической широты, то есть полярный угол,
- {\displaystyle \lambda } — долгота,
- {\displaystyle R} — стандартный радиус Земли (6371,2 км),
- {\displaystyle g_{n}^{m}(t)} и {\displaystyle h_{n}^{m}(t)} — коэффициенты Гаусса, зависящие от времени t[2],
- {\displaystyle P_{n}^{m}} — нормированные по Шмидту присоединённые функции Лежандра степени n, порядка m.